# Philippe Fabre

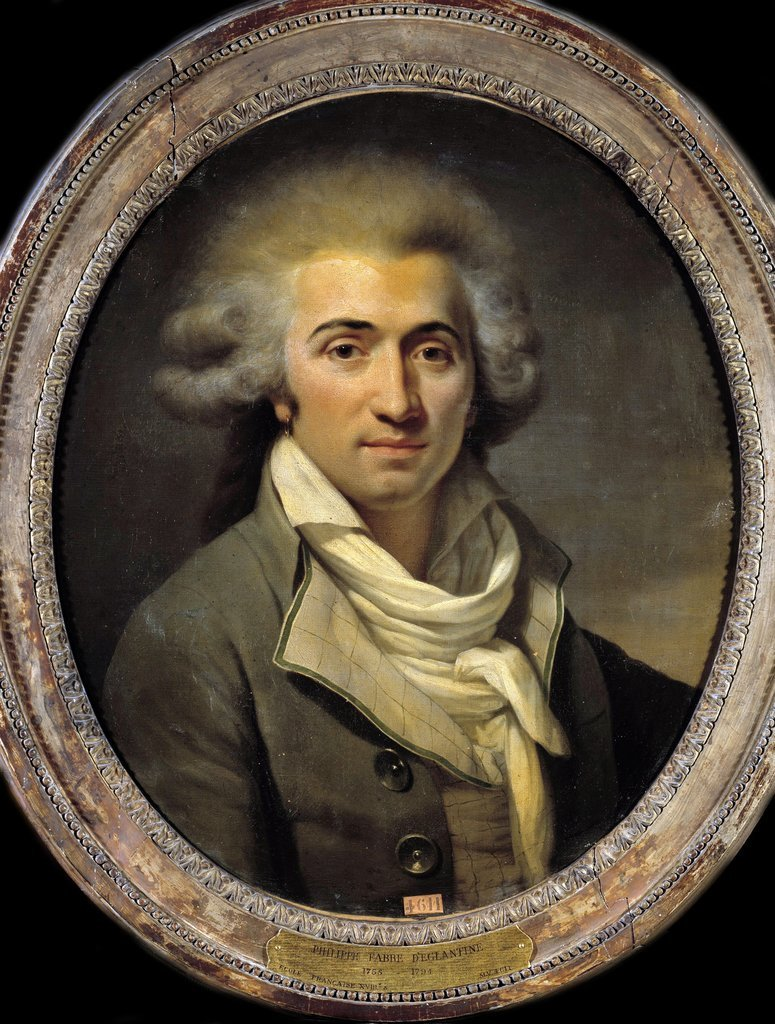
Anoniem portretschilderij in het Paleis van Versailles

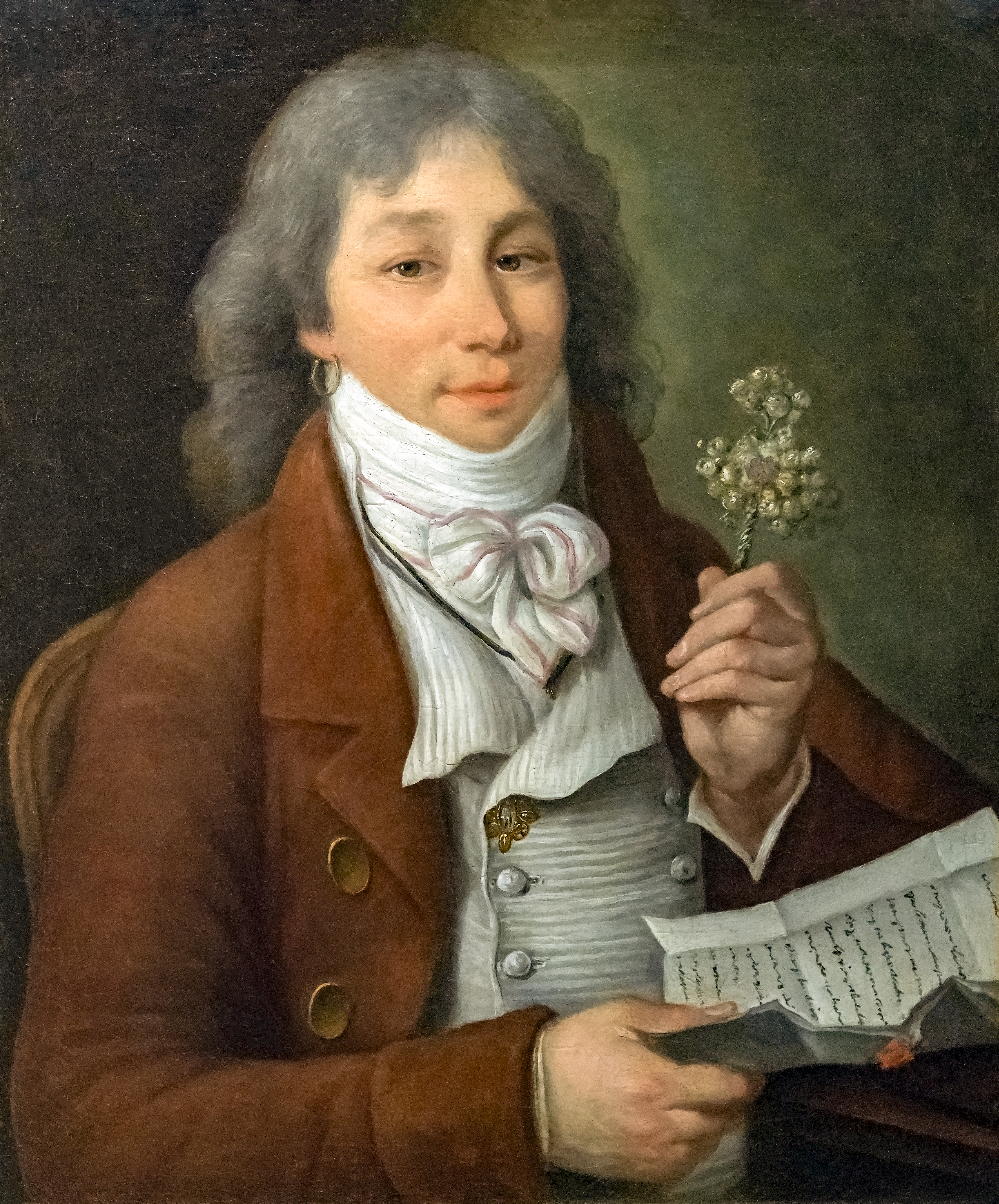
Portret door Pierre Augustin Thomire (1793)

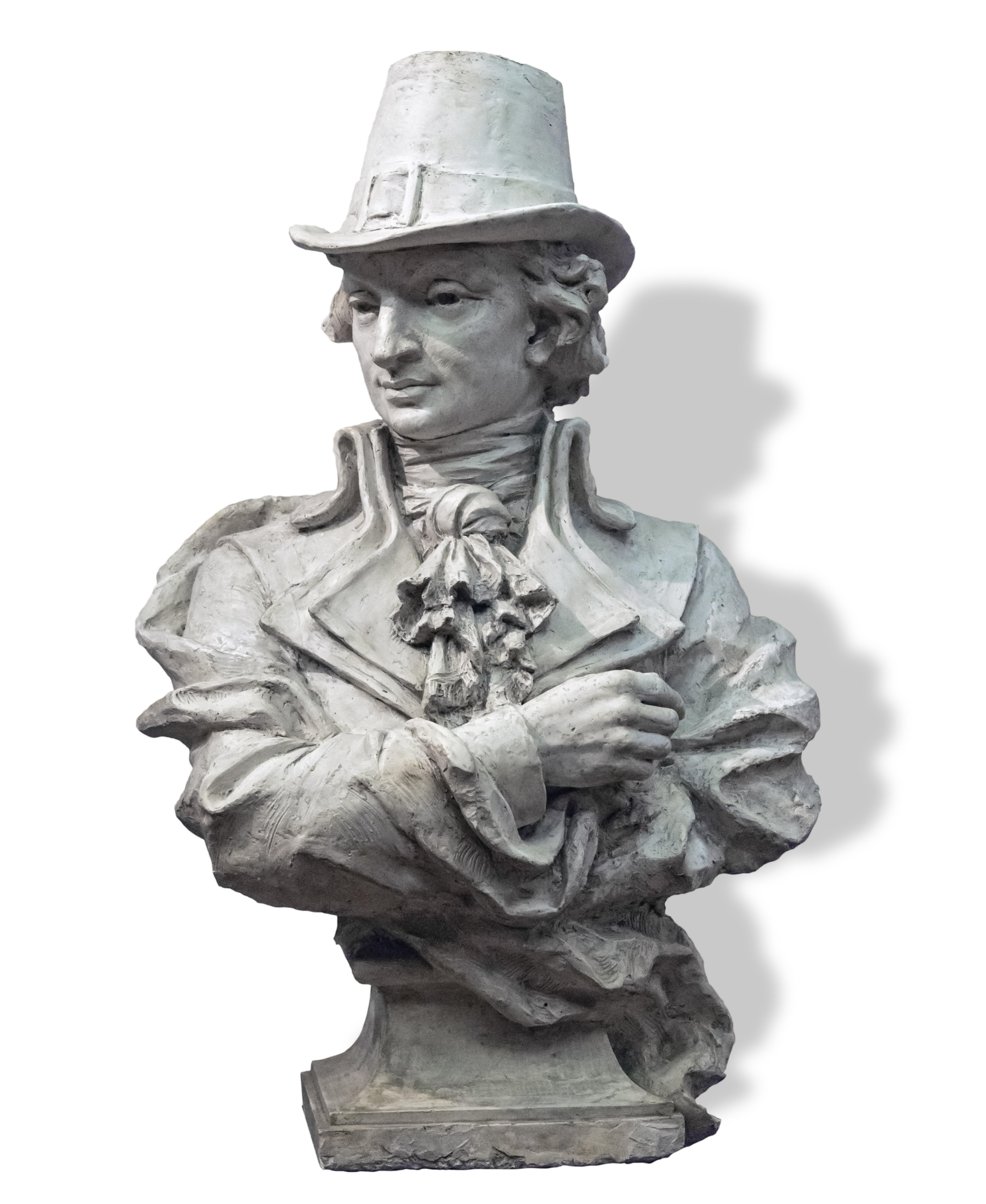
19e-eeuwse gipsen buste door Aybram

Philippe François Nazaire Fabre, beter bekend als Fabre d'Églantine (Carcassonne, 28 juli 1750 – Parijs, 5 april 1794) was een acteur, toneelschrijver, dichter en Frans revolutionair. Hij zetelde in de Nationale Conventie en bedacht de dag- en maandnamen voor de nieuwe republikeinse kalender. Hij was ook een speculant en oplichter, die de doodstraf kreeg voor een corruptieschandaal. Op artistiek vlak is Il pleut, il pleut, bergère – nog steeds een populair kinderliedje – misschien zijn grootste erfenis.

## Literaire activiteit
Hij was afkomstig uit de Zuid-Franse stad Carcassonne en was de zoon van een lakenhandelaar. Zijn achternaam was Fabre, d'Églantine voegde hij toe nadat Clémence Isaure hem in 1771 namens de Académie des Jeux Floraux van Toulouse een hondsroos had geschonken als prijs voor een sonnet. Kort daarna verliet hij het college om met een reizend toneelgezelschap door de provincies te trekken. In 1776 kwam hij in nauwe schoentjes toen hij in de Oostenrijkse Nederlanden probeerde weg te lopen met een vijftienjarige directeursdochter. Door tussenkomst van landvoogd Karel van Lorreinen werd de veroordeling tot de strop omgezet in eeuwige verbanning. 
Hij trouwde in 1778 te Straatsburg met Marie Nicole Godin. Ze gingen in Maastricht wonen, waar in 1780 zijn eerste stuk Laure et Pétrarque op de planken werd gebracht. Het liedje Il pleut, il pleut, bergère is al wat daarvan is bewaard. Tot zijn vroege werk behoorde ook het gedicht Étude de la nature uit 1783. Een viertal jaar later probeerde hij in Parijs naam te maken met de komedie Les Gens de lettres, ou Le provincial à Paris. Het stuk sloeg niet aan, net zomin als zijn tragedie Augusta in het Théâtre Français, maar daarna werden veel van zijn toneelstukken populair. 
Hij wordt gezien als een van de belangrijkste toneelschrijvers tijdens de Franse Revolutie. Zijn grootste succes was Philinte, ou La suite du Misanthrope (1790), een vervolg op Molières Misanthrope. Het personage Alceste stond voor de patriottische burger, terwijl Philinte een geniepige aristocraat was. Het voorwoord van de teksteditie hekelde Jean François Collin d'Harleville, wiens stuk Châteaux en Espagne Fabres Présomptueux (1789) had overvleugeld. Fabre geloofde dat de samenleving van het ancien régime kapot was en dat ook haar komedie aan een revolutionaire hervorming toe was, die de nieuwe sociale orde van gelijkheid en broederschap zou bevorderen. Hij onderschreef Rousseaus kritiek op theatraliteit en meende dat transparantie dit kon verhelpen.

## Politieke activiteit
Fabre sloot zich aan bij de Club des Cordeliers, waarin hij een vooraanstaand figuur was, aan wie op zeker ogenblik de functies van voorzitter en secretaris toevielen. Ook was hij lid van de Jacobijnenclub. Hoewel hij een aanhanger van Georges Danton was, onderhandelde hij in de zomer van 1792 met de girondijnen en misschien zelfs met het hof. Ook in die tijd werd al getwijfeld aan zijn betrouwbaarheid en zag men zijn verleden als niet zuiver op de graat. Na de Bestorming van de Tuilerieën werden hij en Camille Desmoulins de secretarissen van minister van Justitie Danton. Daarnaast leverde Fabre aan het leger, wat tot een aanvaring leidde met minister van Oorlog Pache. 
Door de verkiezingen van september 1792 kwam Fabre in de Nationale Conventie. Vanop de banken van de montagnards stemde hij voor de dood van koning Lodewijk XVI, steunde hij het maximum en schaarde hij zich achter een wet die standrechtelijke executies toeliet. Na het verraad van Dumouriez werd hij een bittere vijand van de girondijnen. Hij verwijderde zich enigszins van Danton, wiens ster taande, en trad op het voorplan met zijn aanklachten tegen speculanten in het algemeen en tegen de Compagnie des Indes in het bijzonder.
Bij de afschaffing van de gregoriaanse kalender nam hij zitting in de commissie die de  republikeinse kalender moest ontwerpen. Gilbert Romme bedacht een tiendaagse week, met maanden die zouden verwijzen naar de intrinsieke eigenschappen van de seizoenen. Fabre leverde de diverse benamingen, zoals de maanden Prairial en Floréal, en de dagen Primidi en Duodi. In zijn rapport van 24 oktober 1793 had hij het over de rede en de waarheid van de natuur en over het vieren van de landbouw.

## Schandaal en executie
Tegen een achtergrond van factiestrijd, ook binnen de cordeliers, voerde Fabre in de zomer van 1793 campagne tegen speculatie en agiotage. Hij bekwam op 24 augustus een verbod op aandelenvennootschappen en op 8 oktober een decreet dat de Compagnie des Indes ontbond. Enkele dagen later gaf hij een wijdvertakt complot aan waarin Britse agenten samenspanden met royalisten en bedrijfsleiders. Toen verklaringen van Chabot en Basire zijn beschuldigingen leken te  bevestigen, werd hij op 17 november bij het onderzoek betrokken. Hij stuurde het in de richting van Ronsin, Vincent en twee andere hébertisten, die op 17 december werden aangehouden. Daarmee hielp hij Camille Desmoulins in diens strijd tegen de exagérés. 
Op dat moment stond het hoge spel van Fabre al op instorten. Op 14 november was Robespierre door Chabot ingelicht dat royalisten en andere samenzweerders Fabre hadden omgekocht om hun aandelen gunstig te kunnen liquideren. Waar hij ten tijde van het verbod op aandelenvennootschappen nog aan het shorten was, had hij met Delaunay d'Angers, Julien de Toulouse, Chabot en Basire een half miljoen livres ontvangen om integendeel een gunstig liquidatieregime voor de Compagnie des Indes te creëren. Het amendement dat op zijn eigen initiatief was gestemd en dat voorzag in vereffening door de staat, werd verwijderd uit de tekst van het ontbindingsdecreet die ter uitvoering werd gelegd, zodat de compagnie zichzelf kon vereffenen. Dit had hij bekomen door de officiële tekst met Delaunay te vervalsen.  
Robespierre verzamelde bewijzen tot er op 12 januari 1794 voldoende materiaal was om Fabre te arresteren op last van het Comité de salut public. Hij werd beticht van corruptie, valsheid in geschrifte en nog andere misdrijven. Tijdens zijn proces voor het Revolutionair tribunaal probeerde Fabre de feiten te verdraaien door andere personen te beschuldigen, maar dat lukte niet. Het publiek maken van zijn verweer in Précis apologétique had evenmin effect. Op 5 april kwam hij met de andere dantonisten onder de guillotine. Op weg naar het schavot deelde hij handgeschreven gedichten uit aan de toeschouwers.

## Publicaties
Fabre publiceerde tijdens zijn leven de volgende dichtwerken, toneelstukken en prozateksten:
- Les Amants de Beauvais (1776)
- L'étude de la nature. Poème à M. le comte de Buffon (1783)
- Augusta, tragédie en cinq actes (1787)
- Le Présomptueux, ou l'Heureux imaginaire (1790)
- Le Philinte de Molière, ou la Suite du Misanthrope (1791)
- Le Collatéral, ou l'Amour et l'intérêt (1791)
- Le Convalescent de qualité, ou l'Aristocrate (1791)
- Isabelle de Salisbury. Comédie nouvelle, héroïque et lyrique, en trois actes en prose (1791)
- L'Intrigue épistolaire (1792)
- Opinion de Ph.-Fr.-Na. Fabre-Églantine, député du département de Paris, sur l'appel au peuple, relativement au jugement de Louis Imprimée par ordre de la Convention (1793)
- Portrait de Marat (1793)
- L'Évangile des Républicains, précédé du rapport fait par le citoyen Fabre d'Églantine sur le nouveau calendrier décrété par la Convention nationale (1793)
- Calendrier de la république française, une et indivisible, au nom de la commission chargée de sa confection (1794)
- Discours (1) prononcé dans la Société, etc. (1794)
- Fabre d'Églantine à ses concitoyens, à la Convention nationale et aux comités de salut public et de sûreté générale. Précis apologétique [1794]

Postuum verschenen:
- Correspondance amoureuse de Fabre d'Églantine, précédée d'un précis historique de son existence et d'un fragment de sa vie écrit par lui-même, suivie de sa satyre sur les spectacles de Lyon et d'autres pièces fugitives. Tome II; Tome III (1796)
- Les Précepteurs (1799). Vertaald als: Het mislukt ontwerp, of de twee preceptors; blyspel. Amsteldam: Abraham Mars, 1801
- Œuvres mêlées et posthumes, de Ph.-Fr.-Naz. Fabre d'Églantine. Tome premier; Tome second (1803)
- Mémoire d'une aventure en 1777 (2020)